# Narcine brunnea
Narcine brunnea är en rockeart som beskrevs av Annandale 1909. Narcine brunnea ingår i släktet Narcine och familjen Narcinidae. Inga underarter finns listade i Catalogue of Life.